# Marta Betriu Roure
Marta Betriu Roure (Lleida, 1979) és una actriu catalana. Llicenciada en Art Dramàtic en l'especialitat Interpretació a l'Institut del Teatre de Barcelona. Té quatre anys de formació en dansa-teatre amb la coreògrafa Mercedes Boronat (2005-2008). En teatre, ha participat en obres com À la ville de... Barcelona, de Joan Ollé; Cyrano de Bergerac, d'Oriol Broggi o El mercader de Venècia de Rafel Duran al Teatre Nacional de Catalunya, entre d'altres. També ha treballat en cinema i televisió, en sèries de ficció com La Riera, Pelotas o El cor de la ciutat.